# Wakasa (zatoka)
Wakasa (jap. 若狭湾, Wakasa-wan) – zatoka Morza Japońskiego, położona u zachodniego wybrzeża wyspy Honsiu, u wybrzeży prefektur Fukui i Kioto. Ma 37 km długości i 70 km szerokości (u wejścia), a jej głębokość wynosi od 44 do 198 m. Wybrzeża zatoki są silnie rozczłonkowane, strome i otoczone zalesionymi górami. Pływy w zatoce są nieregularne, osiągają wysokość 0,4 m. Największe miasta położone nad zatoką to Tsuruga, Obama, Takahama, Miyazu i Maizuru. Przez zatokę przepływa ciepły Prąd Cuszimski, dzięki czemu jest ona popularnym miejscem do łowienia ryb takich jak makrela, sardynka czy tuńczyk. W 1955 roku na obszarze wybrzeża zatoki powstał Quasi-Park Narodowy Wakasa-wan.